# Pseuderesia magnimacula
Pseuderesia magnimacula är en fjärilsart som beskrevs av Hans Rebel 1919. Pseuderesia magnimacula ingår i släktet Pseuderesia och familjen juvelvingar. Inga underarter finns listade i Catalogue of Life.